# Reif (Schokolade)

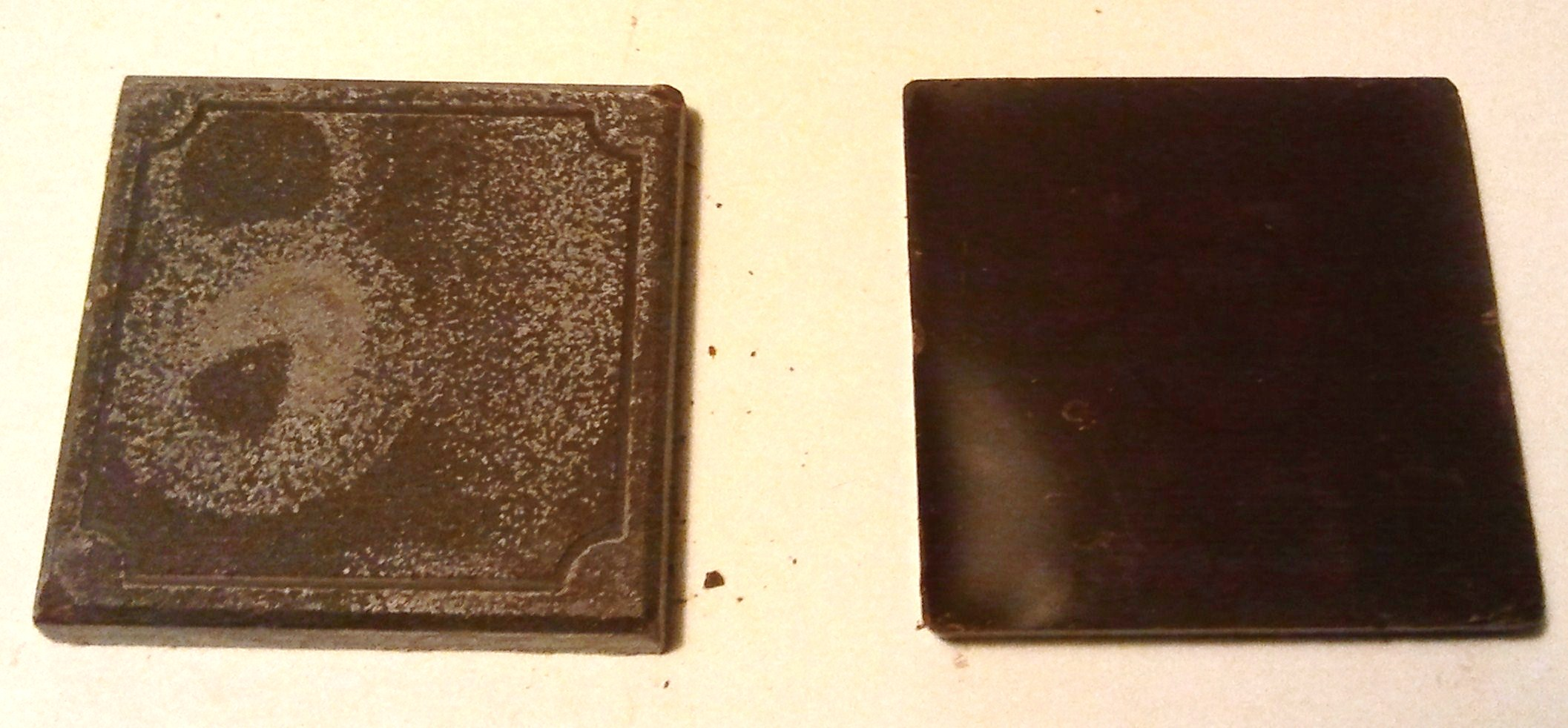
Fettreif auf Schokolade

Reif nennt man den fleckigen, weichen, weißlich bis hellgrauen Belag auf Schokoladeerzeugnissen (beispielsweise Tafeln, Figuren, Pralinen), der infolge falscher Lagerung entstehen kann. Man unterscheidet hierbei Fettreif und Zuckerreif, die auf den ersten Blick ähnlich aussehen, aber unterschiedliche Ursachen haben. Die Schicht ist aus gesundheitlicher Sicht unbedenklich. Zucker- oder Fettreif wird oft mit Schimmel verwechselt, hat mit diesem aber nichts zu tun.
Wird das in der Schokolade enthaltene (als Emulgator eingesetzte) Lecithin durch Hitzeeinwirkung zerstört, so wird die Kristallisation von Fetten und Zucker verstärkt (Fett- und Zuckerreif).

## Fettreif

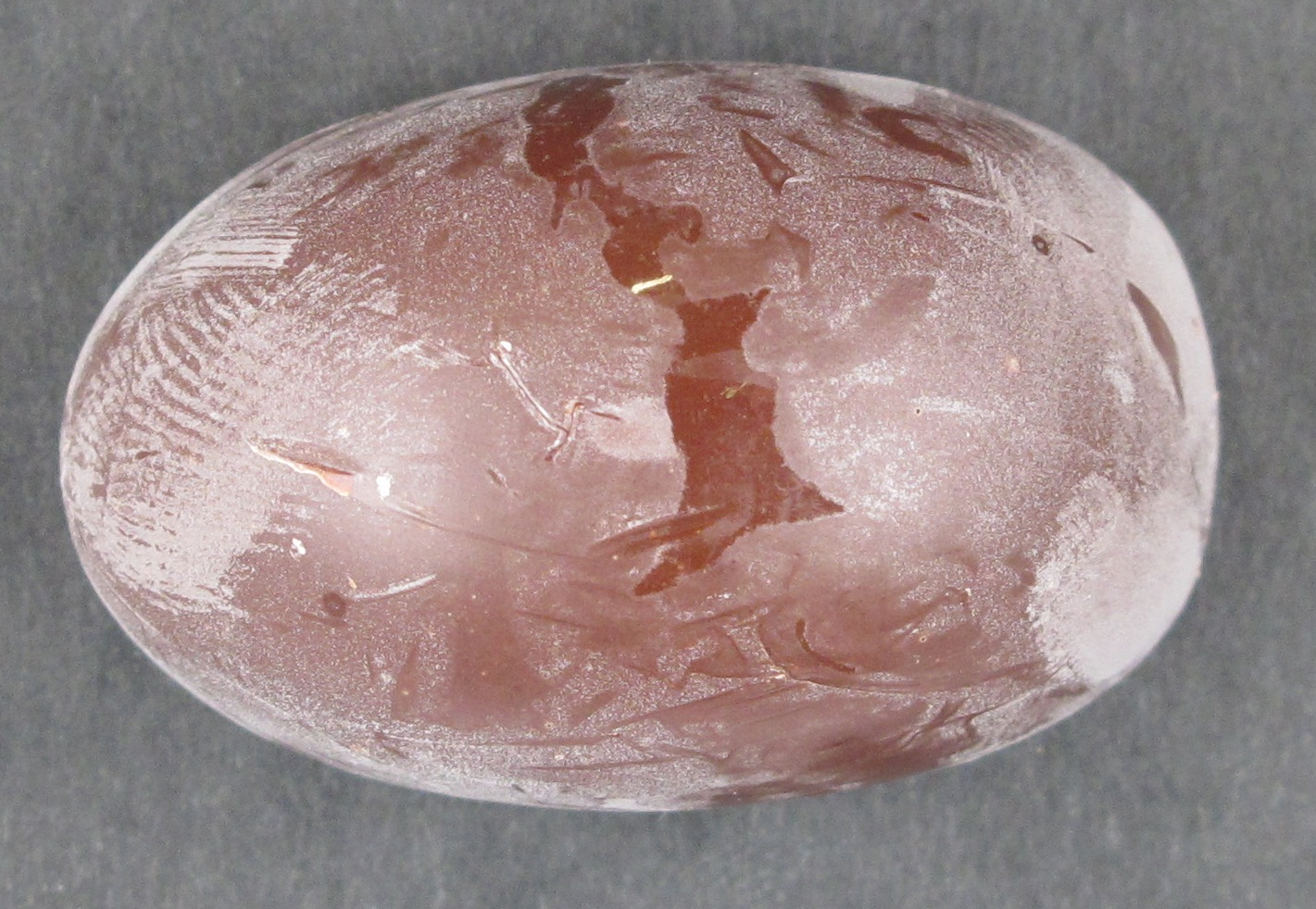
Fettreif auf Osterei mit Marzipanfüllung

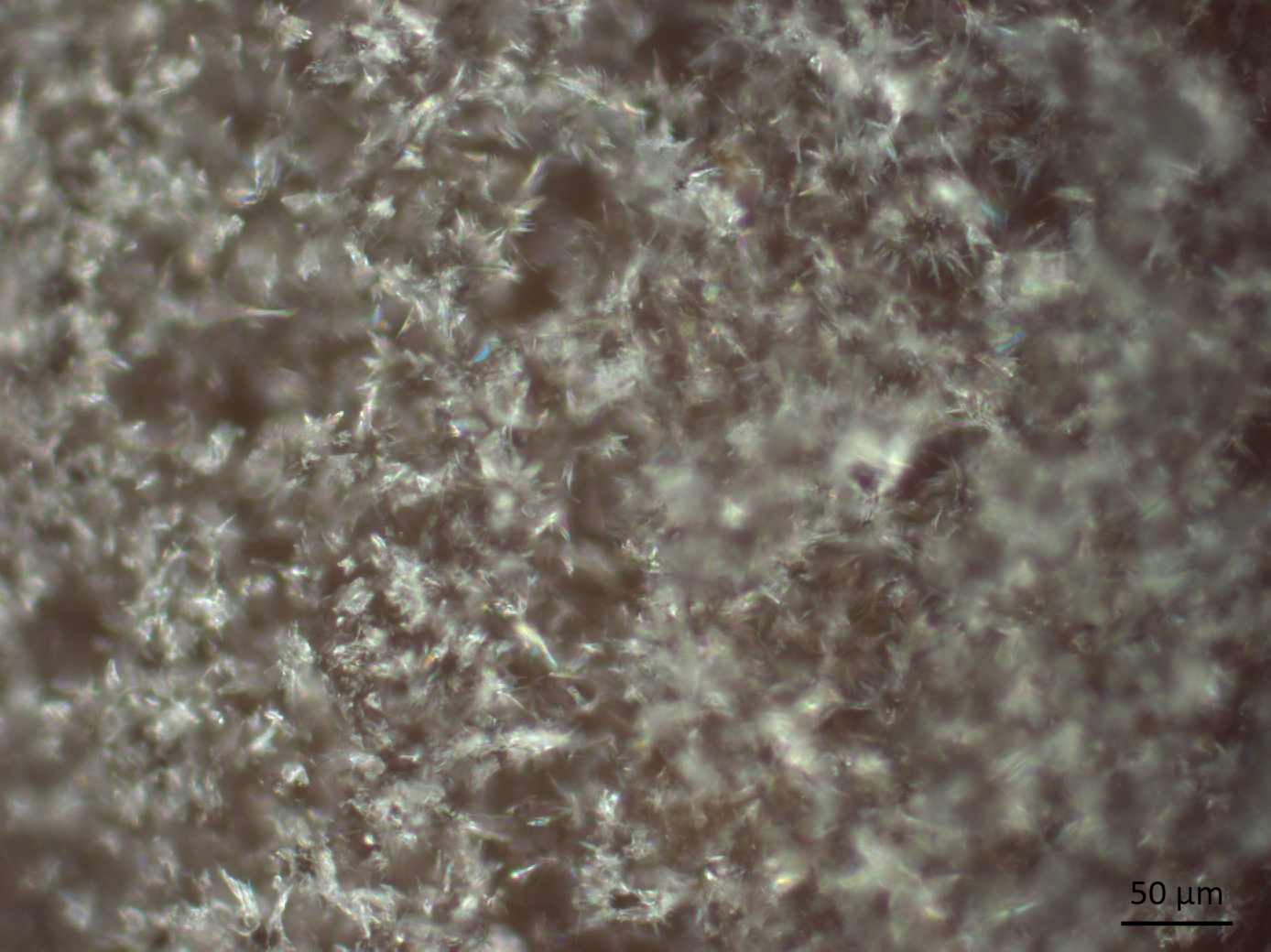
Mikroskopische Aufnahme von Fettreif

Der Fettreif (englisch fat bloom) bildet sich durch Änderung der Kristallform des im Produkt enthaltenen Fetts, wodurch auf der Oberfläche zuerst eine Änderung des Glanzes und mit fortschreitender Anreicherung von Fett an der Oberfläche ein weißer bis gräulicher Belag entsteht. Fettreif ist ein wesentlicher Grund für Reklamationen bei Schokolade.
Es gibt zwei Hauptgründe für das Auftreten von Fettreif. Die erste Ursache wird auch als „Ausschwitzen von Kakaobutter“ bezeichnet. Kakaobutter kann in sechs verschiedenen Kristallformen vorkommen. Für die Schokoladenherstellung sind hauptsächlich die Kristallformen Nr. 5 und Nr. 6 interessant. Die energetisch stabilste Kristallform ist die Nr. 6. In Schokolade wird die Form Nr. 5 für knackige Härte, schönen Glanz und zartes Schmelzen auf der Zunge benötigt. Die Kakaobutter ist in der Schokolade fein verteilt, ist aber in dieser Form nur in einem bestimmten Temperaturbereich stabil. Wird diese Temperatur überschritten, so wandert das Fett langsam an die Oberfläche. Hier rekristallisiert es wieder, wobei sich größere Kristalle mit der energetisch günstigeren Kristallform Nr. 6 bilden. Durch fehlerhaftes Temperieren der Schokolade beim Herstellungsprozess oder falsche Lagerung kann die Bildung von Fettreif deutlich verstärkt werden.
Die zweite Ursache kann dann auftreten, wenn die Schokolade oder Praline stark fetthaltige Füllungen enthält (z. B. Haselnüsse, Nugat, Cremefüllungen oder Marzipan). Die Öle und Fette diffundieren aus der Füllung durch die Schokolade an deren Oberfläche. Dieses ist auch der Grund, warum derartige Schokoladenerzeugnisse besonders empfindlich gegenüber Fettreif sind. Neben der Art der Füllung hängt die Geschwindigkeit der Fettmigration entscheidend von der Umgebungstemperatur und der Art der Schokolade ab.
Die kleinen Fettkristalle schmelzen bei einer Erwärmung auf 35–36 °C und der Belag verschwindet. Beim anschließenden Abkühlen bildet sich dieser jedoch erneut. Der helle Belag ist ohne Einfluss auf Geruch und Geschmack.

## Zuckerreif
Der ähnlich aussehende Zuckerreif (englisch sugar bloom oder sugar frosting) entsteht vor allem durch Lagerung in Umgebungen mit hoher Luftfeuchtigkeit (> 75–80 %). Infolge wasserdampfdurchlässiger Verpackung, hoher Luftfeuchtigkeit und/oder starker Temperaturunterschiede können die Schokoladenerzeugnisse mit Feuchtigkeit beschlagen. Dieses ist insbesondere der Fall, wenn sie von einer sehr kalten Lagerumgebung in eine sehr warmfeuchte Umgebung gebracht werden und es in der Folge zur Kondensation von Luftfeuchtigkeit auf der noch kalten Oberfläche kommt. Zucker wird aus den oberen Schichten der Schokolade herausgelöst und kristallisiert nach dem Verdunsten des Wassers zu einem unansehnlichen, grauen Belag, der sich an der nun rauen, glanzlosen Oberfläche bildet. Im Unterschied zum Fettreif verschwindet der Zuckerreif nicht sofort beim Erwärmen auf 36 °C. Außerdem fühlt er sich rauer an.
Zuckerreif ist gesundheitlich unbedenklich und verändert den Geschmack nicht. Er kann aber, da er unter falscher Lagerung mit Feuchtigkeitseinfluss entsteht, von einem mikrobiellen Verderb begleitet sein. Verschimmeln führt durch die enzymatische Zersetzung der Schokolade meistens zu einer erheblichen Geschmacksverschlechterung.